# هزی اصلانوف (آغ‌استفا)
هزی اصلانوف (به لاتین: Həzi Aslanov) یک منطقه مسکونی در جمهوری آذربایجان است که در شهرستان آغ‌استفا واقع شده است. این روستا نام خود را از هزی اصلانوف رهبر نظامی تالش‌تبار اهل شوروی گرفته است.